# Mbanda (Dizangué)
Mbanda est un village de la Région du Littoral du Cameroun, situé dans la commune de Dizangué. 

## Population et développement
En 1967, la population de Mbanda était de 118 habitants. La population de Mbanda était de 369 habitants dont 187 hommes et 182 femmes, lors du recensement de 2005.  